# IC 1416
IC 1416 је ознака објекта на координатама са ректансцензијом 21h 58m 49,5s и деклинацијом + 1° 27" 5'. Открио га је Гијом Бигурдан, 27. октобра 1888. Каснијим посматрањима на том положају није уочен никакав астрономски објекат.